# 8207 Suminao
8207 Suminao (1994 YS1) là một tiểu hành tinh vành đai chính được phát hiện ngày 31 tháng 12 năm 1994 bởi T. Kobayashi ở Oizumi.